# Monumento a los soldados de Kensington
El Monumento a los soldados de Kensington es un monumento de guerra histórico ubicado en 312 Percival Road, en los terrenos de la Iglesia Congregacional de Kensington en Berlín, en el estado de Connecticut (Estados Unidos). Erigido en 1863, es uno de los monumentos conmemorativos más antiguos de la Guerra de Secesión en los Estados Unidos y el primero que se erigió en Connecticut. Es un modesto obelisco de piedra rojiza, con un cañón que lo acompaña. Fue incluido en el Registro Nacional de Lugares Históricos en 2013. 

## Descripción e historia
El Monumento a los Soldados de Kensington está ubicado en una pequeña parcela triangular frente a la Iglesia Congregacional de Kensington, en el cruce de la avenida Percival y de la calle Sheldon en el vecindario Kensington de Berlín. El monumento es un obelisco de piedra rojiza  de 6,1 m de altura, montado en una base de dos partes 71,1 cm de altura. Cada cara del obelisco está grabada con inscripciones, la del sureste que nombra a los cuatro hombres de Kensington asesinados en 1863, y la del suroeste que nombra a ocho más asesinados en 1864 y 1865. El monumento está rodeado por una elaborada estructura valla circular de hierro fundido. Se han adherido dos placas al monumento, identificándolo como el primer monumento en la nación dedicado a los muertos de la Guerra de Secesión.
El primer y más entusiasta promotor del monumento fue Elias Brewster Hillard de la Iglesia Congregacional de Kensington en 1862, quien adoptó la iniciativa tras enterarse de que seis hombres de Kensington habían muerto en las batallas de la Guerra de Secesión. El monumento fue diseñado por Nelson Augustus Moore, un escultor de la Hudson River School de Connecticut. Fue tallado en una cantera de Berlín de piedra rojiza extraída en Portland. Se inauguró formalmente el 28 de julio de 1863 con un discurso de la senadora Lafayette Foster. Es distinto de muchos monumentos conmemorativos de la Guerra de Secesión posteriores, que tienden a incluir figuras de soldados. Se colocó un cañón de época frente al monumento durante la conmemoración del semicentenario del monumento en 1913.